# Барбашен
Барбаше́н (фр. Barbachen, окс. Barbashen) — коммуна во Франции, находится в регионе Юг-Пиренеи. Департамент — Верхние Пиренеи. Входит в состав кантона Рабастенс-де-Бигор. Округ коммуны — Тарб.
Код INSEE коммуны — 65061.

## География

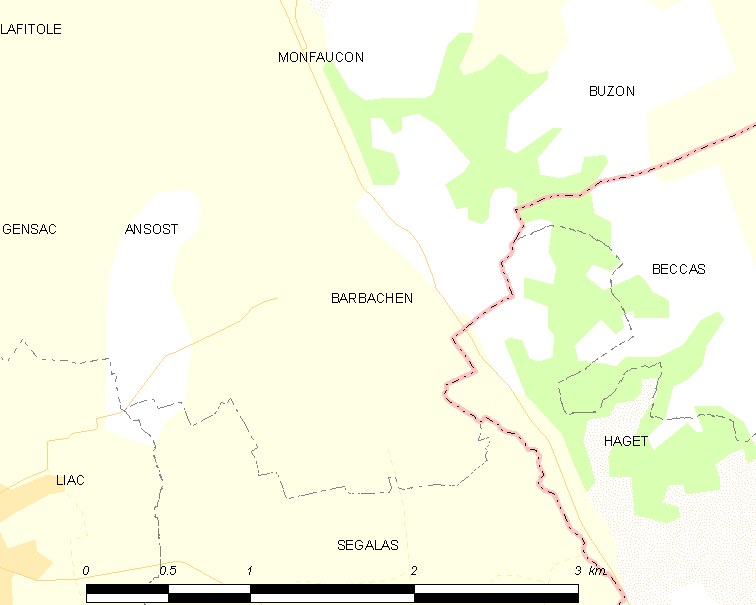
Карта коммуны

Коммуна расположена приблизительно в 630 км к югу от Парижа, в 110 км западнее Тулузы, в 24 км к северу от Тарба.

## Климат
Климат умеренно-океанический с солнечной тёплой погодой и обильными осадками на протяжении практически всего года.

## Население
Население коммуны на 2010 год составляло 51 человек.
| 1962 | 1968 | 1975 | 1982 | 1990 | 1999 | 2010 |
| ---- | ---- | ---- | ---- | ---- | ---- | ---- |
| 61   | 47   | 42   | 44   | 39   | 42   | 51   |

## Администрация
| Период | Период | Фамилия         | Партия | Примечания |
| ------ | ------ | --------------- | ------ | ---------- |
| 2001   | 2020   | Франсис Ларранг |        |            |

## Экономика
В 2010 году среди 37 человек трудоспособного возраста (15-64 лет) 26 были экономически активными, 11 — неактивными (показатель активности — 70,3 %, в 1999 году было 73,9 %). Из 26 активных жителей работали 25 человек (13 мужчин и 12 женщин), безработной была 1 женщина. Среди 11 неактивных 1 человек был учеником или студентом, 5 — пенсионерами, 5 были неактивными по другим причинам.

## Известные личности
- Сандеран, Жан Батист(1856-1937)- химик